# Miguel Ángel Pérez Jorrín
Miguel Ángel Pérez Jorrín (Reinosa, 1958 - Comillas, 14 de octubre de 2017) fue un periodista y economista español.

## Trayectoria
Pérez Jorrín se licenció en Filosofía y Letras en la Universidad de Valladolid en la especialidad de Historia Contemporánea. A per de ello, se decantó por el periodismo y empezó a trabajar en 1982 en El Diario Montañés, donde fue escalando en puestos hasta acabar como redactor jefe de la sección Economía y de Opinión. En el mismo diario, desempeñó los cargos de jefe de sección de Internacional, Región y Local. También fue editor del periódico trimestral 'El Cañón', que recoge noticias y reportajes sobre Reinosa y Campoo y que cerró su edición de papel en mayo de 2018.
Fue reconocido con la Pantortilla de Oro, galardón que otorga la Peña Campurriana de Santander a vecinos ilustres.
Pérez Jarrín murió de manera repentina después de un paseo por la localidad cántabra de Comillas mientras paseaba con su mujer.